# Monarchie indienne
La monarchie indienne est le régime politique en vigueur en Inde entre 1947 et 1950. Pendant cette période, le pays partage son monarque avec le Royaume-Uni et les autres dominions indépendants du Commonwealth.
La monarchie est créée par la loi sur l'indépendance indienne de 1947 qui aboutit à la scission du Raj britannique en deux entités : l'Inde et le Pakistan. Le souverain, en tant que chef de l'État, est représenté dans le pays par un gouverneur général, qui exerce la plupart des fonctions constitutionnelles du monarque. La monarchie est abolie le 26 janvier 1950, date à laquelle l'Inde adopte une nouvelle Constitution et devient une république, un président remplaçant le roi George VI comme chef d'État.

## Histoire
En vertu de la loi sur l'indépendance indienne de 1947, le Raj britannique est divisé en deux États souverains indépendants, l'Inde et le Pakistan. De 1947 à 1950, le monarque de l'Inde est le roi George VI, qui est également le roi du Royaume-Uni et des autres dominions du Commonwealth britannique (en anglais : British Commonwealth of Nations),,,.
Le 22 juin 1948, le roi George VI et la reine Elizabeth abandonnent officiellement leurs titres d'empereur et impératrice des Indes qu'ils détenaient sous le Raj britannique, conformément à l'article 7 (paragraphe 2) de la loi sur l'indépendance indienne de 1947, qui se lit comme suit : « L'assentiment du Parlement du Royaume-Uni est par la présente donné à l'omission du style et des titres royaux des mots Indiae Imperator et des mots Empereur des Indes, et à l'émission par Sa Majesté à cette fin de Sa Proclamation Royale sous le Grand Sceau du Royaume ». Ladite proclamation est publiée dans la London Gazette.
L'Inde adopte le 26 janvier 1950 une nouvelle Constitution qui abolit la monarchie et devient une république. Le pays cesse d'être un royaume du Commonwealth mais reste membre de l'organisation dirigée par George VI comme république du Commonwealth. Rajendra Prasad succède au roi comme chef d'État, en qualité de président de l'Inde, dont le rôle est essentiellement honorifique. En effet, le Premier ministre, responsable devant le Parlement, reste détenteur de facto du pouvoir exécutif avec le gouvernement comme pendant l'existence du système monarchique.

## Rôle constitutionnel
En vertu de la loi sur l'indépendance indienne de 1947, le gouvernement du Royaume-Uni renonce à toute responsabilité dans la gestion des territoires qui constituaient auparavant le Raj britannique. L'Inde, en tant que dominion libre et indépendant au sein du Commonwealth britannique (renommé en 1949 en « Commonwealth des Nations »), peut « abroger ou amender » toute loi existante du Parlement britannique concernant son territoire ; en outre, aucune loi future du Parlement britannique ne s'étend à l'Inde à moins d'être étendue et adoptée par la législature du pays. Toutes les lois indiennes ne sont promulguées qu'avec l'octroi de la sanction royale.

Étendard du gouverneur général.

L'autorité exécutive du dominion est exercée au nom du roi George VI par le gouverneur général, qui agit sur l'avis du Conseil des ministres de l'Inde. Louis Mountbatten et Chakravarti Rajagopalachari occupent successivement le poste de gouverneur général.
L'Inde se compose de quatorze provinces « sous la souveraineté de Sa Majesté le roi du Royaume-Uni » : neuf sont administrées au nom de George VI par des gouverneurs (Madras, Bombay, le Bengale-Occidental, le Pendjab-Oriental, les Provinces centrales et Berar, le Bihar, les Provinces unies, l'Assam et l'Orissa) et cinq le sont par des commissaires en chef (Delhi, Ajmer-Merwara, le Coorg, les îles Andaman-et-Nicobar et le Panth-Piploda). Les gouverneurs et les commissaires en chef des provinces sont nommés par le monarque par l'intermédiaire du gouverneur général. Le pays compte par ailleurs quelque 500 États princiers.

## Titre du roi
Après l'indépendance, le monarque porte successivement les titres suivants :
- 1947-1948 : « George VI, par la grâce de Dieu, roi de Grande-Bretagne et d'Irlande et des dominions britanniques par-delà les mers, défenseur de la foi, empereur des Indes » ;
- 1948-1950 : « George VI, par la grâce de Dieu, roi de Grande-Bretagne et d'Irlande et des dominions britanniques par-delà les mers, défenseur de la foi ».

La modification du titre en 1948 fait suite à la proclamation royale par laquelle le roi renonce au titre d'empereur des Indes.

## Visites royales
Bien que George VI ait été roi du dominion de l'Inde pendant près de trois ans, le contexte marqué par la fin de la Seconde Guerre mondiale et le mouvement pour l'indépendance de l'Inde rend impossible toute visite royale. Il faut attendre 1961 pour que sa fille, la reine Élisabeth II, visite le pays en tant que chef du Commonwealth.